# Мартынов, Николай Алексеевич
Николай Алексеевич Мартынов (20 апреля 1945, Куйбышев — 23 ноября 2009) — советский футболист, защитник.

## Биография
Воспитанник куйбышевской ДЮСШ № 5. Первый тренер — Михаил Ашихлин из юношеской команды «Маяк», в дальнейшем занимался у Генадия Демчука. После одной из товарищеских встреч своей школьной команды с дублем «Крыльев Советов» получил приглашение в главную областную команду. Три года отыграл за дубль. 8 сентября 1966 года дебютировал в Высшей лиге в гостевом матче против «Кайрата» из Алма-Аты. Ещё раз вышел на поле в заключительном матче того сезона против московского ЦСКА. К октябрю 1967 Мартынов закрепился в основном составе. Лучшим сезоном стал 1971, когда он вышел на поле во всех 40 матчах первенства и забил 3 мяча. С 1966 по 1974 год Николай Мартынов сыграл за «Крылья Советов» в чемпионатах 221 матч и забил 7 мячей. После трех сезонов в тольяттинском «Торпедо» окончил карьеру игрока. Проживал в Тюменской области. Умер 23 ноября 2009 года.